# Selección femenina de rugby de Australia
La selección femenina de rugby de Australia es el equipo nacional que representa la Australian Rugby Union (ARU).
Participa cada cuatro años en la Copa Mundial Femenina de Rugby y anualmente en la Pacific Four Series.

## Síntesis
En 1998 participa por primera vez en una edición de la Copa Mundial y desde entonces no ha faltado al máximo torneo femenino. En el 2017 hizo su debut en un torneo menor cuando participó de un cuadrangular internacional frente a selecciones más fuertes.
Desde 1994 se enfrenta a Nueva Zelanda en un trofeo de rivalidad llamado Laurie O'Reilly Cup.
Desde 2021 se incorporó en la Pacific Four Series, aunque a consecuencia de la pandemia de COVID-19 comenzó a participar en la edición 2022, enfrentando a los seleccionados de Canadá, Estados Unidos y Nueva Zelanda.

## Palmarés
- WXV 2 (1): 2024

## Participación en copas

### Copa Mundial
- Gales 1991: no participó
- Escocia 1994: no participó
- Países Bajos 1998: 5.º puesto[2]
- España 2002: 7.º puesto[3]
- Canadá 2006: 7.º puesto
- Inglaterra 2010: 3.º puesto[4]
- Francia 2014: 7.º puesto[5]
- Irlanda 2017: 6.º puesto[6]
- Nueva Zelanda 2021: Cuartos de final
- Inglaterra 2025: clasificado

### WXV
- WXV 1 2023: 3.º puesto
- WXV 2 2024: Campeón invicto

### Pacific Four Series
- Pacific Four Series 2021: no participó
- Pacific Four Series 2022: 4.º puesto (último)
- Pacific Four Series 2023: 3º puesto
- Pacific Four Series 2024: 4.º puesto (último)
- Pacific Four Series 2025: 3º puesto

### Otros torneos
- International Series 2017: 4.º puesto (último)[7]